# John Peterson
John Peterson, född den 22 oktober 1948 i Cumberland, Wisconsin, är en amerikansk brottare som tog OS-silver i mellanviktsbrottning i fristilsklassen 1972 i München och därefter OS-guld i samma viktklass 1976 i Montréal. Han är bror till den tvåfaldige olympiske medaljören Ben Peterson.